# Jakub Chmura
Jakub Chmura (ur. 12 września 1984 w Ostrowcu Świętokrzyskim) – polski perkusista. Absolwent Krakowskiej Szkoły Jazzu i Muzyki Rozrywkowej. Chmura znany jest z występów w takich grupach muzycznych jak Sceptic, Thy Disease, Redemptor, Never, Disperse, Headless, Cracov Youth Jazz Band, Revolver, Devilish Impressions, Cerebrum i Anal Stench. Obecnie gra w zespole niemaGOtu. Prowadzi również szkołę perkusyjną. Jest autorem ścieżki bębnów do hymnu ŚDM 2016 w Krakowie.

## Działalność artystyczna
Jakub Chmura naukę gry na perkusji rozpoczął w wieku piętnastu lat. Jednakże pierwszym instrumentem młodego muzyka była gitara klasyczna. Wkrótce potem założył pierwszy zespół pod nazwą Headless. Na początku 2002 roku Chmura dołączył do formacji Sceptic w której zastąpił Macieja Ziębę. Z nowym perkusistą w składzie, w lipcu 2003 roku, w białostockim Hertz Studio zespół nagrał swój trzeci album pt. Unbeliever’s Script. Rok później muzyk dołączył do formacji Anal Stench, z którą nagrał wydany 15 grudnia 2004 album Red Revolution. 9 grudnia 2005 roku ukazał się czwarty album zespołu Sceptic pt. Internal Complexity.
W 2005 roku Chmura dołączył do zespołu Thy Disease, w którym zastąpił Macieja Kowalskiego. Z grupą zarejestrował wydany 25 lutego 2006 roku album pt. Rat Age (Sworn Kinds Final Verses). Tego samego roku perkusista dołączył do sosnowieckiej grupy Never. W 2007 roku dołączył jako muzyk sesyjny do grupy Devilish Impressions, z którą odbył wschodnioeuropejską trasę koncertową. 30 listopada 2009 roku nakładem Mystic Production ukazał się drugi album Thy Disease z udziałem Chmury zatytułowany Anshur-Za. 22 czerwca 2009 roku ukazał się pierwszy album Chmury zrealizowany z grupą Never pt. Back to the Front. W 2011 roku otworzył w Krakowie własną szkołę perkusyjną. W 2016 roku dołączył do zespołu niemaGOtu składającego się z autorów hymnu ŚDM 2016, którym był również Jakub.

## Instrumentarium
| Mapex Saturn Super Nova Red Burst - Bass Drums: 22"x18" x2 - Tom tom 8"x7" - Tom tom 10"x9" - Tom tom 12"x11" - Floor tom 14"x14" - Floor tom 16"x16" - Werbel Mapex Black Panther All Maple 14"x5.5" - Werbel Yamaha Maple Custom Absolut 13"x4" Osprzęt - Pearl Eliminator Chain Drive x2 (blue clamp) - Pearl RH-2000 (remote hi-hat) - Mapex P550A Foot Pedal - DW 9000 Hi-Hat Stand Electronika - Roland SPD-S - Yamaha K65 Kick Pads - Roland PD8 Drum Pads - Roland RT-10 Acustick drum triggers x2 |  | Talerze perkusyjne - Sabian AAX Fast Hats 14" - Sabian HHX Stage Hats 13" (Pearl Remote Hi-Hat) - Sabian Signature Salsero Ride Richi Garcia 21" - Sabian Hand Hammered Leopard Ride 20" - Sabian Virgil Donati Saturation Crash 17" - Sabian Virgil Donati Saturation Crash 16" - Sabian AAX Dark Crash 16" - Sabian HH China Khang 10" - Sabian AA Splash 10" - Zildjian Zil-Bell 9,5" - Sabian Signature Jia China John Blackwell 18" - Sabian AAX China 18" - Stax - Sabian Hand Hammered Dark Crash 16" - Sabian AA China 14" Pałki perkusyjne - Vic Firth Extreme 5A |

## Dyskografia
| Thy Disease - Rat Age (Sworn Kinds Final Verses) (2006, Empire Records) - Anshur-Za (2009, Mystic Production) Anal Stench - Red Revolution (2004, Empire Records) Never - Back to the Front (2009, Metal Mind Productions) |  | Sceptic - Unbeliever’s Script (2003, Candlelight Records) - Internal Complexity (2005, Mystic Production) Redemptor - Demo 2008 (2008, wydanie własne) - 4'th Density (EP, 2010, digital download) Headless - Demo 2002 (2002, wydanie własne) |